# Marathon van Hongkong 2014
De marathon van Hongkong 2014 (ook wel Standard Chartered Hong Kong) werd gelopen op zondag 16 februari 2014.
De Ethiopiër Feyera Gemechu kwam als eerste over de streep in 2:15.05. Hij versloeg zijn landgenoot Abdisa Bedada met slechts elf seconden voorsprong. Bij de vrouwen ging de overwinning naar de Ethiopische Rehima Kedir in 2:34.53.
In totaal finishten er 11.778 lopers.

## Uitslagen

### Mannen
| rang   | naam             | land | tijd    |
| ------ | ---------------- | ---- | ------- |
| Goud   | Feyera Gemechu   | ETH  | 2:15.05 |
| Zilver | Abdisa Bedada    | ETH  | 2:15.11 |
| Brons  | Elisha Barno     | KEN  | 2:15.12 |
| 4      | William Kibor    | KEN  | 2:15.30 |
| 5      | Julius Kiplimo   | KEN  | 2:15.45 |
| 6      | Haftu Tadele     | ETH  | 2:16.27 |
| 7      | Luke Kibet       | KEN  | 2:16.42 |
| 8      | Paul Matheka     | KEN  | 2:16.49 |
| 9      | Solomon Molla    | ETH  | 2:16.55 |
| 10     | David Barmasai   | KEN  | 2:16.55 |
| 11     | Teferi Balcha    | ETH  | 2:16.55 |
| 12     | Joseph Ngare     | KEN  | 2:17.37 |
| 13     | Wilson Chepkwony | KEN  | 2:17.50 |
| 14     | Evans Kipkorir   | KEN  | 2:17.58 |
| 15     | Andualem Belay   | ETH  | 2:18.21 |
| 16     | Elijah Mwaniki   | KEN  | 2:18.48 |
| 17     | Julius Korir     | KEN  | 2:18.58 |
| 18     | Amos Maiyo       | KEN  | 2:20.44 |

### Vrouwen
| rang   | naam                 | land | tijd    |
| ------ | -------------------- | ---- | ------- |
| Goud   | Rehima Kedir         | ETH  | 2:34.53 |
| Zilver | Misiker Mekonen      | ETH  | 2:35.05 |
| Brons  | Shitaye Gemechu      | ETH  | 2:35.18 |
| 4      | Emily Samoei         | KEN  | 2:35.56 |
| 5      | Ruth Matebo          | KEN  | 2:37.34 |
| 6      | Woinshet Girma       | ETH  | 2:38.29 |
| 7      | Viola Bor            | KEN  | 2:40.21 |
| 8      | Margaret Karie       | TAN  | 2:41.22 |
| 9      | Su-Yun Li            | CHN  | 2:42.15 |
| 10     | Gulzhanat Zhanatbek  | KAZ  | 2:45.05 |
| 11     | Munkhzaya Bayartsogt | MGL  | 2:45.23 |
| 12     | Celestine Chebichy   | KEN  | 2:47.55 |
| 13     | Rose Cherotich       | KEN  | 2:47.58 |
| 14     | Michelle Lowry       | USA  | 2:52.50 |

1997 ·
1998 ·
1999 ·
2000 ·
2001 ·
2002 ·
2003 ·
2004 ·
2005 ·
2006 ·
2007 ·
2008 ·
2009 ·
2010 ·
2011 ·
2012 ·
2013 · 
2014 ·
2015 ·
2016 ·
2017 ·
2018 ·
2019 ·
2020 · 
2021 ·
2022 ·
2023 ·
2024